# Lo sperma del diavolo
Lo sperma del diavolo è il sesto album del gruppo musicale italiano Bisca, pubblicato dall'etichetta discografica Incredibile Opposizione e distribuito dalla BMG Ricordi nel 1996.
L'album è disponibile su musicassetta e compact disc.

## Tracce

### Lato A
1. Jaw Jo
2. Fino
3. Lo sperma del diavolo
4. Mustafah
5. Allah
6. Ugo

### Lato B
1. Oggi non ho niente da dire
2. Mustafah (Senza parole)
3. Ciato P'Allucca'
4. La macchina
5. Ugo Reprise
6. Sarà perché i poeti...